# 总口管理区
总口管理区是中国湖北省潜江市下辖的一个类似乡级单位。

## 行政区划
总口管理区下辖陶河岭社区、杨湾社区、移民村生活区、平原垸分场生活区、江湾分场生活区、北东泓分场生活区、杨湾分场生活区、南东泓分场生活区、关口分场生活区、雷台分场生活区、红东垸分场生活区、张家湖分场生活区、陶河岭分场生活区。